# 田中愛智朗
田中 愛智朗（たなか あいちろう）は、日本の内閣府官僚。内閣府沖縄総合事務局次長、内閣府大臣官房政策立案総括審議官等を経て、内閣府沖縄総合事務局長。

## 人物・経歴
青森県八戸市出身。青森県立八戸高等学校を経て、1987年東北大学教育学部卒業、総務庁入庁。内閣府沖縄総合事務局総務部長を経て、内閣府官民人材交流センター総務課長併大臣官房参事官を経て、2014年から内閣府沖縄総合事務局次長を務め、2015年には北中城村に開設された沖縄最大のイオンモール沖縄ライカムの開設式典であいさつを述べるなどした。
2015年内閣府政策統括官（共生社会政策担当）付参事官（総括担当）兼子ども・子育て本部参事官（総括担当）兼内閣官房副長官補付。内閣官房関連施策推進室次長、内閣府大臣官房政策立案総括審議官を経て、2018年内閣府大臣官房政策評価審議官併任官房審議官。
2019年から政府広報室長を務め、2020年東京オリンピック、2020年東京パラリンピックに関する世論調査を行うなどした。2021年には内閣府沖縄総合事務局長が新型コロナウイルス感染症の世界的流行の最中、沖縄県内各地で写真撮影などをしてたとして批判を受けていた中、後任の局長に着任。2023年国立公文書館統括公文書専門官。